# Classe Vauban
La classe Vauban est une classe de deux cuirassés de croisière à barbettes qui servirent de 1886 à 1905 dans la Marine française.

## Conception
En 1876, sont mis en chantier les quatre derniers cuirassés dits « de croisière », les constructions françaises suivantes verront l'avènement des pré-dreadnought. Conçus d'après des plans de Sabattier et Lebelin de Dionne, deux d'entre eux sont en bois avec des superstructures en fer, ils constituent la classe Bayard. Les deux autres sont entièrement en fer et forment la classe Vauban. Déplaçant 1 200 tonnes de plus que leurs prédécesseurs de la classe La Galissonnière, ils sont aussi plus longs de 3 mètres. 

## Les unités de la classe
| Nom        | Chantier naval       | Mise en chantier | Lancement      | Armement         | Fin                      |
| ---------- | -------------------- | ---------------- | -------------- | ---------------- | ------------------------ |
| Duguesclin | Arsenal de Rochefort | mars 1877        | 7 avril 1883   | 1er janvier 1886 | Rayé des listes en 1904. |
| Vauban     | Arsenal de Cherbourg | 1er août 1877    | 3 juillet 1882 | 9 mars 1886      | Rayé des listes en 1905. |